# Tracheata
Tracheata, o Atelocerata (o, ancora, Antennata) è un raggruppamento sistematico (ormai in disuso) interno al phylum degli Arthropoda, comprendente il maggior numero di specie del regno degli Animali.

## Morfologia
I Tracheata presentano, come caratteri morfologici primari e condivisi (anche se non da tutti i taxa), trachee, tubuli malpighiani, arti uniramosi, vescicole coxali eversibili, organi postantennali e braccia anteriori del tentorio. Inoltre, questi Artropodi possiedono un unico paio di antenne (a differenza dei Crustacea, che ne posseggono due paia) e un apparato boccale comprendente un paio di mandibole e due paia di mascelle. Quest'ultimo carattere, comune a tutti i Mandibulata, contraddistingue Crostacei, Miriapodi ed Esapodi dai Chelicerati, i quali hanno un apparato boccale costituito da gnatiti preorali (cheliceri). Questi indizi di una comune origine fra Hexapoda e Myriapoda si dimostrano, tuttavia, piuttosto deboli. L'assenza, condivisa fra questi due subphyla, di strutture come il secondo paio di antenne è una inconsistente prova di affinità. All'interno degli Hexapoda, organi postantennali sono presenti solo nei Collembola e nei Protura e potrebbero essere convergenti rispetto a organi simili presenti nei Myriapoda. L'evidenza di un'omologia tra i tubuli malpighiani di Esapodi e Miriapodi, in termini sia di sviluppo sia di struttura, non è stata ancora adeguatamente dimostrata. Allo stesso modo, le vescicole coxali, non sempre presenti, potrebbero non essere omologhe. Pertanto, i caratteri morfologici che sostengono gli Atelocerata potrebbero essere stati acquisiti in maniera convergente, in rapporto al passaggio dall'ambiente acquatico a quello terrestre.

## Filogenesi
Sotto l'aspetto filogenetico, i Tracheata sarebbero uno dei due rami in cui si ripartisce il clade dei Mandibulata, comprendente anche i Crustacea, e che si distingue da quello comprendente i Chelicerata e i Trilobita. In realtà, l'albero tassonomico dei Mandibulata vede contrapporsi due interpretazioni controverse.
La prima, basata su analisi di filogenesi molecolare, raggruppa le superclassi degli Hexapoda e dei Crustacea nel clade dei Pancrustacea, distinguendo il clade da quello comprendente i Myriapoda.
|              | Myriapoda                                              |
|              |                                                        |
| Pancrustacea | \| \| Hexapoda \| \| \| \| \| \| Crustacea \| \| \| \| |
|              | \| \| Hexapoda \| \| \| \| \| \| Crustacea \| \| \| \| |
|              | Hexapoda                                               |
|              |                                                        |
|              | Crustacea                                              |
|              |                                                        |

|  | Hexapoda  |
|  |           |
|  | Crustacea |
|  |           |

|              | Myriapoda                                              |
|              |                                                        |
| Pancrustacea | \| \| Hexapoda \| \| \| \| \| \| Crustacea \| \| \| \| |
|              | \| \| Hexapoda \| \| \| \| \| \| Crustacea \| \| \| \| |
|              | Hexapoda                                               |
|              |                                                        |
|              | Crustacea                                              |
|              |                                                        |

|  | Hexapoda  |
|  |           |
|  | Crustacea |
|  |           |

La seconda, basata su relazioni morfologiche, raggruppa le superclassi degli Hexapoda e dei Myriapoda nel subphylum dei Tracheata, distinguendolo da quello dei Crustacea:
| Tracheata | \| \| Myriapoda \| \| \| \| \| \| Hexapoda \| \| \| \| |
|           | \| \| Myriapoda \| \| \| \| \| \| Hexapoda \| \| \| \| |
|           | Crustacea                                              |
|           |                                                        |
|           | Myriapoda                                              |
|           |                                                        |
|           | Hexapoda                                               |
|           |                                                        |

|  | Myriapoda |
|  |           |
|  | Hexapoda  |
|  |           |

| Tracheata | \| \| Myriapoda \| \| \| \| \| \| Hexapoda \| \| \| \| |
|           | \| \| Myriapoda \| \| \| \| \| \| Hexapoda \| \| \| \| |
|           | Crustacea                                              |
|           |                                                        |
|           | Myriapoda                                              |
|           |                                                        |
|           | Hexapoda                                               |
|           |                                                        |

|  | Myriapoda |
|  |           |
|  | Hexapoda  |
|  |           |